# 미쥬
주식회사 미쥬(Miju)는 대한민국의 여성의류 기업이다.

## 역사
- 2013년 2월: 미쥬에프앤에프 법인 설립
- 2013년 7월: 미쥬 법인명 변경
- 2013년 11월: 르니앤맥코이 상표 등록

## 브랜드
- 르니앤맥코이